# No Prayer for the Dying
A No Prayer for the Dying a brit Iron Maiden nyolcadik nagylemeze, mely 1990 október-ében jelent meg. Ezen az albumon már nem szerepelt Adrian Smith gitáros, helyette Janick Gers hallható. Ő korábban szerepelt Bruce Dickinson Tattooed Millionaire című szólóalbumán, valamint a Marillion-énekes Fish és Ian Gillan oldalán is felbukkant. A lemezen nyolcadik számként szereplő Hooks in Youban azonban még szerepel Adrian dalszerzőként Bruce Dickinson mellett, mely szám a Charlotte the Harlot dal által elkezdett történet harmadik része. A sztori a Charlotte nevezetű szajha életét dolgozza fel. Ennél az albumnál Bruce Dickinson énekstílusában változások következtek be, ugyanis nagyrészt elhagyta a korábban jellemző teátrális, heroikus stílust. Ehelyett egy nyersebb megközelítést használt.
A lemezről kislemezként a Holy Smoke és a Bring Your Daughter... to the Slaughter dalokat jelentették meg. Ez utóbbi lett a zenekar első olyan kislemeze, mely első lett az angol slágerlistán. A Dickinson által szerzett szám szerepelt a Rémálom az Elm utcában 5 című horrorfilm betétdalaként is. A mai napig ez az egyetlen olyan Iron Maiden album, amelyen egy dal sem éri el a 6 perces hosszat. Míg az albumot Európában továbbra is az EMI adta ki, addig az Egyesült Államokban már az Epic Records, miután a zenekar elhagyta korábbi kiadóját, a Capitolt.
A lemez a UK Albums Chart listáján a 2., míg a Billboard 200-on a 17. helyen nyitott. Annak ellenére, hogy Amerikában a kezdeti eladások ígéretesnek indultak az új kiadó számára, végül az album nem fogyott olyan jól, mint az elődjei, és még a platinalemez státuszt sem érte el.
A kritikák nagyrészt negatívak voltak, valamint sok rajongó van azon a véleményen, hogy ez az első olyan lemezük, mely nem hibátlan alkotás. Az album turnéján nagyrészt elhangzottak az új dalok, de Bruce Dickinson kilépése után már hanyagolták őket, és csak a Bring Your Daughter... to the Slaughter maradt a koncertprogram szerves része.
Az 1995-ös kiadás bónusz CD-jén szerepelt négy feldolgozás: az All in Your Mind a Stray hard rock együttes dala, a Kill Me Ce Soir egy Golden Earring feldolgozás, az I'm a Mover eredetileg egy Free-dal, a Communication Breakdown pedig egy 1969-es Led Zeppelin dal. 
Az 1998-as remaszterizált újrakiadás némileg eltérő borítóval jelent meg.

## Számlista
|     | Cím                                                | Szerző(k)                     | Hossz |
| --- | -------------------------------------------------- | ----------------------------- | ----- |
| 1.  | Tailgunner                                         | Bruce Dickinson, Steve Harris | 4:15  |
| 2.  | Holy Smoke                                         | Dickinson, Harris             | 3:49  |
| 3.  | No Prayer for the Dying                            | Harris                        | 4:23  |
| 4.  | Public Enema Number One                            | Dickinson, Dave Murray        | 4:13  |
| 5.  | Fates Warning                                      | Murray, Harris                | 4:12  |
| 6.  | The Assassin                                       | Harris                        | 4:37  |
| 7.  | Run Silent Run Deep                                | Dickinson, Harris             | 4:34  |
| 8.  | Hooks in You                                       | Dickinson, Adrian Smith       | 4:08  |
| 9.  | Bring Your Daughter... to the Slaughter            | Dickinson                     | 4:45  |
| 10. | Mother Russia                                      | Harris                        | 5:31  |
| 11. | Listen With Nicko! Part VI (Csak az USA kiadáson.) | Nicko McBrain                 |       |

| 1. | All in Your Mind (Stray feldolgozás)               | Del Bromham                              | 4:31 |
| 2. | Kill Me Ce Soir (Golden Earring feldolgozás)       | George Kooymans, Barry Hay, John Fenton  | 6:17 |
| 3. | I'm a Mover (Free feldolgozás)                     | Paul Rodgers, Andy Fraser                | 3:29 |
| 4. | Communication Breakdown (Led Zeppelin feldolgozás) | Jimmy Page, John Paul Jones, John Bonham | 2:42 |

## Közreműködők
- Bruce Dickinson – ének
- Dave Murray – gitár
- Janick Gers – gitár
- Steve Harris – basszusgitár, vokál
- Nicko McBrain – dob
- Michael Kenney – billentyűs hangszerek

## Helyezések

### Album
| Év   | Lista                  | Pozíció |
| ---- | ---------------------- | ------- |
| 1990 | UK Albums Chart        | 2       |
| 1990 | U.S. Billboard Hot 200 | 17      |

### Kislemezek
| Év   | Kislemez                                  | Lista            | Pozíció | Album                     |
| ---- | ----------------------------------------- | ---------------- | ------- | ------------------------- |
| 1990 | "Holy Smoke"                              | UK Singles Chart | 3       | "No Prayer for the Dying" |
| 1990 | "Bring Your Daughter... to the Slaughter" | UK Singles Chart | 1       | "No Prayer for the Dying" |